# Chavagnes-les-Eaux
Chavagnes o Chavagnes-les-Eaux és un municipi francès al departament de Maine i Loira (regió de País del Loira). L'any 2007 tenia 936 habitants. L'1 de gener del 2017 esdevingué un commune déléguée conformant, conjuntament amb els de Martigné-Briand i Notre-Dame-d'Allençon, la commune nouvelle de Terranjou.

## Demografia

### Població
El 2007 la població de fet de Chavagnes era de 936 persones. Hi havia 345 famílies de les quals 70 eren unipersonals (41 homes vivint sols i 29 dones vivint soles), 115 parelles sense fills, 148 parelles amb fills i 12 famílies monoparentals amb fills.
La població ha evolucionat segons el següent gràfic:

### Habitatges
El 2007 hi havia 404 habitatges, 349 eren l'habitatge principal de la família, 30 eren segones residències i 26 estaven desocupats. 387 eren cases i 13 eren apartaments. Dels 349 habitatges principals, 275 estaven ocupats pels seus propietaris, 67 estaven llogats i ocupats pels llogaters i 7 estaven cedits a títol gratuït; 2 tenien una cambra, 16 en tenien dues, 57 en tenien tres, 93 en tenien quatre i 181 en tenien cinc o més. 270 habitatges disposaven pel capbaix d'una plaça de pàrquing. A 138 habitatges hi havia un automòbil i a 192 n'hi havia dos o més.

### Piràmide de població
La piràmide de població per edats i sexe el 2009 era:
| Homes | Edats   | Dones |
| ----- | ------- | ----- |
| 0     | 95 o +  | 0     |
| 4     | 90 a 94 | 12    |
| 4     | 85 a 89 | 0     |
| 12    | 80 a 84 | 8     |
| 4     | 75 a 79 | 20    |
| 24    | 70 a 74 | 20    |
| 16    | 65 a 69 | 12    |
| 16    | 60 a 64 | 24    |
| 20    | 55 a 59 | 20    |
| 16    | 50 a 54 | 8     |
| 20    | 45 a 49 | 32    |
| 32    | 40 a 44 | 20    |
| 40    | 35 a 39 | 44    |
| 40    | 30 a 34 | 28    |
| 28    | 25 a 29 | 16    |
| 24    | 20 a 24 | 12    |
| 20    | 15 a 19 | 16    |
| 24    | 10 a 14 | 16    |
| 28    | 5 a 9   | 44    |
| 28    | 0 a 4   | 32    |

## Economia
El 2007 la població en edat de treballar era de 574 persones, 476 eren actives i 98 eren inactives. De les 476 persones actives 444 estaven ocupades (240 homes i 204 dones) i 32 estaven aturades (15 homes i 17 dones). De les 98 persones inactives 32 estaven jubilades, 38 estaven estudiant i 28 estaven classificades com a «altres inactius».

### Ingressos
El 2009 a Chavagnes hi havia 372 unitats fiscals que integraven 1.039,5 persones, la mediana anual d'ingressos fiscals per persona era de 16.663 €.

### Activitats econòmiques
Dels 35 establiments que hi havia el 2007, 1 era d'una empresa alimentària, 1 d'una empresa de fabricació d'altres productes industrials, 7 d'empreses de construcció, 8 d'empreses de comerç i reparació d'automòbils, 4 d'empreses de transport, 2 d'empreses d'hostatgeria i restauració, 1 d'una empresa d'informació i comunicació, 2 d'empreses financeres, 5 d'empreses de serveis, 1 d'una entitat de l'administració pública i 3 d'empreses classificades com a «altres activitats de serveis».
Dels 10 establiments de servei als particulars que hi havia el 2009, 1 era un taller de reparació d'automòbils i de material agrícola, 1 guixaire pintor, 3 fusteries, 2 lampisteries, 1 electricista, 1 perruqueria i 1 restaurant.
L'únic establiment comercial que hi havia el 2009 era una botiga de menys de 120 m².
L'any 2000 a Chavagnes hi havia 33 explotacions agrícoles que ocupaven un total de 1.275 hectàrees.

## Equipaments sanitaris i escolars
El 2009 hi havia 2 escoles elementals.

## Poblacions properes
El següent diagrama mostra les poblacions més properes.